# Viréo mélodieux
Vireo gilvus
Espèce
Répartition géographique
Statut de conservation UICN

 LC  : Préoccupation mineure
Le Viréo mélodieux (Vireo gilvus) est une espèce de passereau appartenant à la famille des Vireonidae.
Selon la classification de référence du Congrès ornithologique international (15.1, 2025) il se répartit en cinq sous-espèces :
- V. m. swainsoni Baird, 1858 — ouest du Canada et des États-Unis ;
- V. m. brewsteri (Ridgway, 1903) — montagnes Rocheuses et sierra Madre occidentale ;
- V. m. victoriae Sibley, 1940 — sud de la péninsule de Basse-Californie ;
- V. m. sympatricus (Phillips, 1991) — centre du Mexique ;
- V. m. gilvus (Vieillot, 1808) — centre/est du Canada et des États-Unis.